# Korseke
Die Korseke  ist eine Stangenwaffe aus Europa.

## Beschreibung
Die Korseke gibt es in verschiedenen Versionen. Sie haben meist drei blattförmige, zweischneidige Klingen. Die Klingen haben meist einen starken Mittelgrat. Die mittlere Klinge ist länger als die beiden Außenklingen und ist mit der zur Befestigung dienenden Tülle verbunden. Die beiden Außenklingen sind deutlich kleiner als die mittlere Klinge und oft beweglich gelagert. Die Außenklingen können aus der Ruhestellung, bei der sie direkt an der Klinge liegen, nach außen in eine V-förmige Position geklappt werden. Sie dienen dazu, Schwert- oder Degenhiebe abzufangen. Mit der mittleren Klinge ist ein Gegenangriff möglich. Die Korseke ist eine Version der Pike. Ihre Bauweise ähnelt den Typen der Chauves Souris, der Partisane und der Runka. Es gibt zahlreiche Versionen, die mit beweglichen oder feststehenden Außenklingen oder auch sichelförmigen Klingen ausgestattet sind und im Aussehen einer Sturmgabel ähnlich sind. Sie wurde von Soldaten in Europa benutzt.